# 保木本真也
保木本 真也（ほきもと しんや、1985年1月29日 -）は、日本の脚本家、演出家。
兵庫県出身。タイズブリック所属。コメディユニット「磯川家」代表。

## 経歴
大阪芸術大学舞台芸術学科演技演出コース卒業。俳優志望だったが、大学3回生のときに初めて書いたシチュエーションコメディの台本が認められて、脚本家となる。

## 主な作品

### テレビドラマ
クレジットのないものは脚本
- NHKドラマ部幽霊対策シリーズ
  - 朝ドラ殺人事件（2012年）
  - 大河ドラマ大作戦（2012年）
  - 放送博物館危機一髪（2013年）
- 「ロストデイズ」パラレルドラマ 第5～10話（2014年）
- ドラマスペシャル 狙撃（2016年）
- ハケンのキャバ嬢・彩華 第3・4・7話（2017年）
- 『特命係長 只野仁 AbemaTVオリジナル2』スピンオフドラマ「夢見るサウナ」（2017年）- 脚本・演出
- 声ガール！ 第4～7話（2018年）
- 幸色のワンルーム 全話 （2018年）
- KBOYS 第9・10話（2018年）
- ランウェイ24 第2・6・7話（2019年）
- 刑事7人 第6話（2020年）
- ざんねんないきもの事典（2020年）
- ももいろ あんずいろ さくらいろ 第1・2・4・6話（2021年）
- 桜の塔アナザーストーリー（2021年）
- 痴情の接吻 全話 （2021年）
- IP～サイバー捜査班 第6話（2021年）- 共同執筆
- Huluオリジナルストーリー ボイスII 110緊急指令室 LAST CALL （2021年）
- 顔だけ先生 第2・４・7話（2021年）
- TELASAオリジナル 和田家の男たち アナザーストーリー　前後編（2021年）
- 薄桜鬼 全10話（2022年）
- もしも、イケメンだけの高校があったら　第5話（2022年）
- TELASAスピンオフドラマ「イケメン道～美南学園物語～[5]」 全5話（2022年）
- 婚活探偵 第3～6(最終)話 （2022年）
- 家政夫のミタゾノ 第5シーズン 第6話（2022年）
- トモダチゲームR4 全8話（2022年）
- 壁サー同人作家の猫屋敷くんは承認欲求をこじらせている 全8話（2022年）
- RakutenTV スピンオフドラマ 壁サー同人作家の猫屋敷くんは承認欲求をこじらせている 全8話（2022年）
- 合コンに行ったら女がいなかった話 第2・3・5・6・8話（2022年）
- ダ・カーポしませんか? 第1話（2023年）- 脚本協力
- それでも結婚したいと、ヤツらが言った。 第3・4・7話（2023年）
- 連続ドラマW 事件 全4話（2023年）
- 家政夫のミタゾノ 第6シーズン 第8話（2023年）
- 今日からヒットマンスピンオフ「今日からラブリーマン」 全3話（2023年）
- ナースが婚活 第1～3・5～8話（2024年）
- 極限夫婦 第1～3・7～10話（2024年）脚本と飯島渉 役
- BUMP  私、サレ妻ですらなかったんや（2024年）脚本と宮坂琢磨役
- カンテレ デスゲームで待ってる 7話（2024年）不動産屋役
- TELASA 伝説の頭 翔スピンオフ 頭たちの仁義なき頭脳戦(ブレインバトル) 全3話（2024年）
- FANY :D ワタシ限定イケメンビュッフェ（2024年）
- 民王R 第6話（2024年）
- 家政夫のミタゾノ 第7シーズン 第3話（2025年）
- TELASA 家政夫のミタゾノ スピンオフ「家政負のヒカル」シーズン2　第1,2,9話（2025年）
- ワタシってサバサバしてるから2 第9〜12話（2025年）監督
- ABC ドラマL「グラぱらっ!」全8話（2025年）

### 舞台
- ザ・ベストマンションシリーズVol.3F「スウィートガールズと僕」「ソラド」「HELP」（2010年）
- コメディユニット磯川家
  - 長編3本立てシリーズ第3弾「ザ・ベストマンションシリーズ vol3F」（2010年）
  - 単独コントライブ#2「ty.」（2010年）
  - レストランじゃないっ!!!～BaD by StePな1週間～（2010年）
  - 単独コントライブ#3「py.」（2010年）
  - 恋する、プライオリティシート（2011年）
  - きょうの日は ～strawberry once sketchbooks～（2011年）
- プリンスセブン～フツーの王子をぶっとばせ！～（2011年） - 脚本・演出
- 恋、ほのか～何年後かのI love you～（2011年） - 脚本・演出
- 朗読 クリスマスキャロル～michiとトナカイくんからのクリスマスプレゼント～（2012年） - 脚本・演出
- 東京タワーエンタメ祭（2012年）
- コントライブ「トランジットコメディアンズのコント集」（2012年） - 脚本・演出
- 翠組 midori-gumi （総合演出）
  - 第1回公演「集・団・面・接」（2012年）- 演出
  - 第2回公演「放課後サマージャム」（2012年）- 演出
  - 第3回公演「ライト・リライト」（2012年）- 演出
  - 第4回公演「ぼうずキッチン」（2012年）- 脚本・演出

- コントンクラブ～image7～（2013年）- 脚本
- ティーチャー（2013年）- 脚本・演出・共同プロデューサー
- emiko（2013年）- 脚本・演出
- What will you bet Next?（2013年）- 脚本・演出
- ノット・ヒーロー（2013年）- 脚本・演出
- 恋するプライオリティシート（2014年）- 脚本・演出
- 旦那er´s Hiah!!（2014年）- 脚本・演出
- ウエストサイズストーリー（2014年）- 脚本・演出
- ニューヨークで猫を殺す方法（2014年）- 脚本・演出
- アダルトチルドレン（2015年）- 脚本・演出
- SOLLADO（2015年）- 脚本・演出
- 元カレ（2015年）- 脚本
- ネバー×ヒーロー（2015年）- 脚本
- ユニバーサル・スタジオ・ジャパソ「上手」～宝くじ当たったんでやります～（2016年）- 脚本・演出
- レイと天使の住む数字（2016年）- 脚本・演出
- オトメのオモチャ（2017年）- 脚本・演出
- 野畑の飼ってた宇宙人（2017年）- 脚本・演出
- 冬の四重奏～4名の演出家によるオムニバス朗読劇～（2018年）- 脚本・演出
- メイクヒーロー DMM VR THEATER Version（2018年）- 脚本・演出
- トランジット・コメディアンズのコント集～2018・夏～（2018年）- 脚本・演出
- 演劇女子部「アタックNo.1」（2018年）- 脚本
- 七海ひろきプロデュース　QQカンパニー公演「THE MONEY-薪巻満奇のソウサク-」（2023年）- 脚本・演出
- クリス・ハートLIVE「Hart to Heart 2025」　朗読劇「交換日記」（2025年）- 脚本・演出

### 映画
- バニラボーイ トゥモロー・イズ・アナザー・デイ（2016）- 脚本
- レッドシューズ（2022）‐ 脚本

### 携帯電話ゲーム
- ダンストリップス（2017年）- 脚本

### ノベル
- 野畑の飼ってた宇宙人（2017年）- 作
- 1リポストごとに1g痩せるって言っちゃった女の末路（2023年～）- 作

### 漫画
- 読んじゃいけない[6]（2017年）- 原作

- グッドバイ・アンデルセン（2020年）- 原作

### ポッドキャスト
- パルチザンチャンネル（2023年～）- 構成